# لورين غراي
لورين غراي (بالإنجليزية: Lauren Gray)‏ هي لاعبة كرلنغ بريطانية، ولدت في 3 نوفمبر 1991 في غلاسكو في المملكة المتحدة.

## وصلات خارجية
- لورين غراي على موقع الاتحاد الدولي للكرلنغ (الإنجليزية)
- لورين غراي على موقع اللجنة الأولمبية الدولية (الإنجليزية)
- لورين غراي على موقع أوليمبيديا (الإنجليزية)
- لورين غراي على موقع اللجنة الأولمبية البريطانية (الإنجليزية)